# So B. It
Pour plus de détails, voir Fiche technique et Distribution.
So B. It est un film américain réalisé par Stephen Gyllenhaal et sorti en 2016.

## Synopsis
Une jeune fille, Heidi, décide de partir seule à travers le pays pour découvrir la véritable identité de sa famille.

## Fiche technique
- Titre : So B. It
- Réalisation : Stephen Gyllenhaal
- Scénario : Garry Williams d'après un roman de Sarah Weeks
- Musique : Nick Urata
- Image : Patrick Murguia
- Montage : Suzanne Spangler
- Dates de sortie :
  - États-Unis :
    - 7 juin 2016 (Festival du film de Los Angeles)
    - 1er octobre 2016 (Festival du film de San Diego)
    - 10 novembre 2016 (Festival du film de Napa Valley)
    - 13 avril 2017 (en salles)

## Distribution
- Talitha Bateman : Heidi DeMuth
- Alfre Woodard : Bernadette
- John Heard : Thurman Hil
- Jessie Collins : Sophia Lynne DeMuth
- Jacinda Barrett : Ruby Franklin
- Dash Mihok : Roy Franklin
- Cloris Leachman : Alice Wilinsky

## Distinctions
- 2016 : Meilleur film au Festival international du film de San Diego.